# Procambarus citlaltepetl
Procambarus citlaltepetl är en kräftdjursart som beskrevs av Rojas, Alvarez och Villalobos 1999. Procambarus citlaltepetl ingår i släktet Procambarus och familjen Cambaridae. IUCN kategoriserar arten globalt som sårbar. Inga underarter finns listade i Catalogue of Life.